# Hwacha

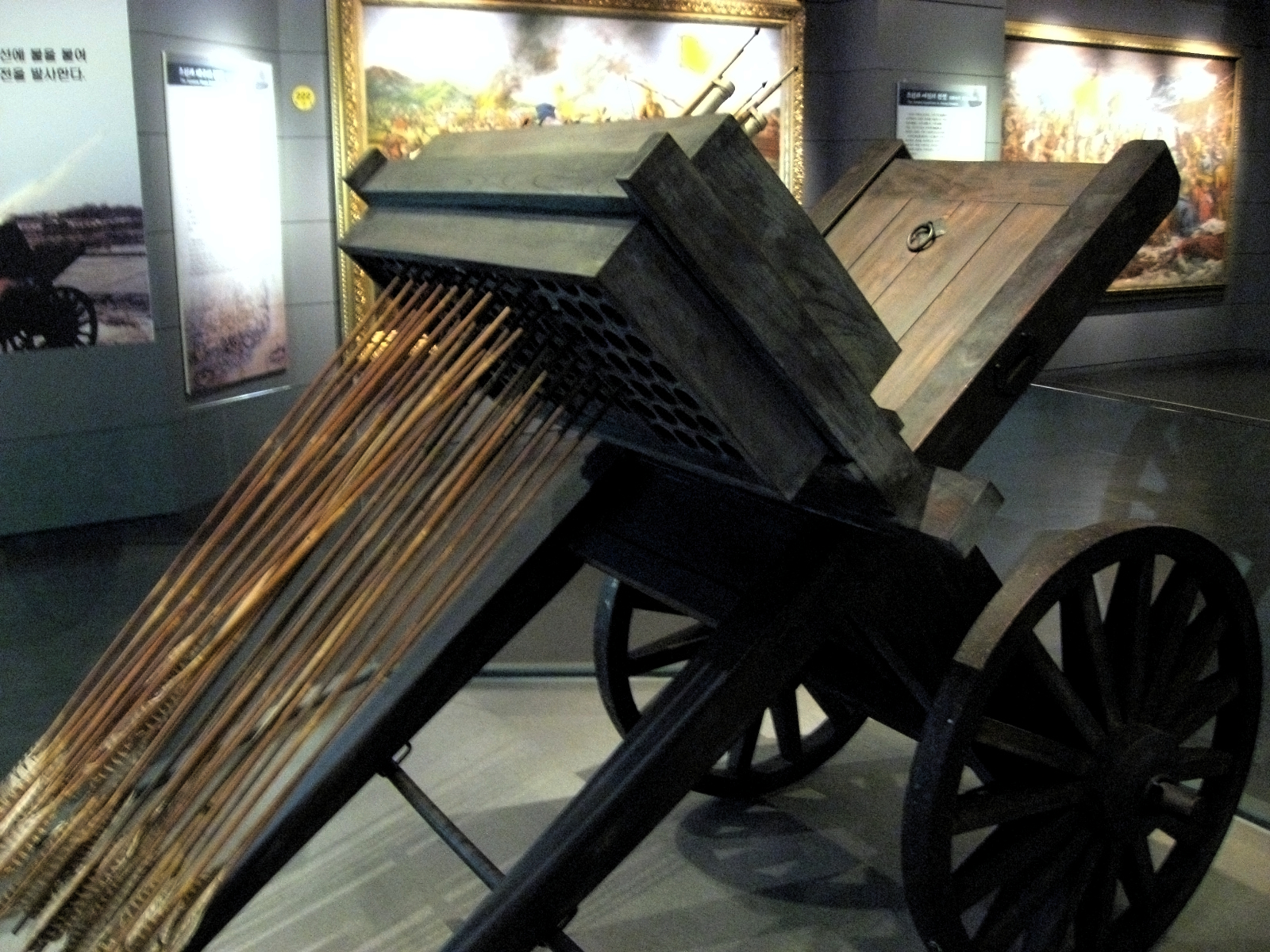
Un Hwach'a au musée de la guerre de Séoul.

Le hwacha (coréen hangeul : 화차 ; hanja : 火車, littéralement : voiture à feu), parfois écrit hwach'a, est une arme d'artillerie coréenne, utilisée pendant la dynastie Choson (Joseon). En 1377 un chercheur coréen nommé Choi Mu-seon, découvrait un moyen d'obtenir de la poudre par l'extraction de nitrate de potassium à partir du sol, et inventera par la suite le juhwa (ko) (주화), la toute première fusée de la Corée. C'est un ancêtre du lance-roquettes multiple.
Le hwacha était une évolution de la juhwa et du singijeon.[réf. nécessaire] La première hwacha a été développée en Corée en 1409 lors de la dynastie Joseon par plusieurs scientifiques coréens, y compris Yi Do (이도) et Choi Hae-san (최 해산).
Certains des premiers dispositifs antipersonnel créés en Corée étaient composés de petites fusées attachées à des flèches qui projetaient des pointes lors de leur explosion.  Lorsque l'on s'aperçut que plusieurs de ces fusées pouvaient être lancées à partir d'un même récipient, de plus grandes versions de ces dispositifs antipersonnel furent créées et utilisées dans la bataille.  Ces plus grands dispositifs antipersonnel ont été conçus pour être transportés sur des véhicules à roue tels que des chariots ou des brouettes à deux roues. Le hwacha, qui a été utilisé en 1451, permettait à un seul homme de transporter approximativement 100 fusées dans la bataille, et s'avérait particulièrement efficace pour combattre les samouraïs japonais qui envahissaient alors la Corée, ceux-ci avançant sur les Coréens en rangs serrés, présentant donc des cibles idéales pour les opérateurs de hwacha.